# Jagodnja (planina)
Jagodnja je niža planina u Srbiji, s najvišim vrhom Mačkov kamen (923 m) i Košutnja stopa (939 m). S najvišeg dijela pruža se pogled na Drinu i Bosnu. Diže se jugozapadno od Krupnja, a prostire između Drine (Zvorničkog jezera) na zapadu i jugu, Borske planine i Kržave na sjeveru i rječice Uzovnice na jugu i istoku. Najpogodniji prilaz Jagodnji je od Krupnja, od kojeg vodi asfaltirani put prema Mačkovom kamenu.
Mačkov kamen je bio poprište bitke u Prvom svjetskom ratu, 1914., između srpske i austrougarske vojske.